# ریولیویر ایواموتو
ریولیویر ایواموتو (انگلیسی: Ryuolivier Iwamoto؛ زادهٔ ۳ آوریل ۱۹۹۶) بازیکن فوتبال اهل ژاپن است.
از باشگاه‌هایی که در آن بازی کرده‌است می‌توان به باشگاه فوتبال جوبیلو ایواتا اشاره کرد.